# Seznam skladatelů vážné hudby, Ž
Seznam skladatelů vážné hudby podle abecedy:
A – B –
C – Č –
D – E – 
F – G –
H – Ch –
I – J –
K – L –
M – N –
O – P –
Q – R –
Ř – S –
Š – T –
U – V –
W – X –
Y – Z –
Ž

## Ž
- Lubomír Železný (1925–1979)
- Valerij Viktorovič Želobinskij (1913–1946)
- Karel Židek (1912–2001)
- Nazib Žiganov (1911–1988)
- Arvids Žilinskis (1905|1905–1993)
- German Leontějevič Žukovskij (1913–1976)